# سینان بردیش
سینان بردیش (انگلیسی: Synan Braddish؛ زادهٔ ۲۹ ژانویه ۱۹۵۸) بازیکن فوتبال اهل جمهوری ایرلند است.
از باشگاه‌هایی که در آن بازی کرده‌است می‌توان به باشگاه فوتبال لیورپول و تیم ملی فوتبال جمهوری ایرلند اشاره کرد.
وی همچنین در تیم‌های ملی فوتبال زیر ۲۱ سال جمهوری ایرلند بازی کرده‌است.